# Bromaniline
| Gefahrensymbol | Gefahrensymbol |

| Gefahrensymbol | Gefahrensymbol | Gefahrensymbol |

| Gefahrensymbol | Gefahrensymbol | Gefahrensymbol |

Die Bromaniline bilden in der Chemie eine Stoffgruppe, die sich sowohl vom Anilin als auch vom Brombenzol ableitet. Die Struktur besteht aus einem Benzolring mit angefügter Aminogruppe (–NH2) und Brom (–Br) als Substituenten. Durch deren unterschiedliche Anordnung (ortho, meta oder para) ergeben sich drei Konstitutionsisomere mit der Summenformel C6H6BrN.

## Eigenschaften
Das 4-Bromanilin, das die höchste Symmetrie aufweist, besitzt den höchsten Schmelzpunkt.

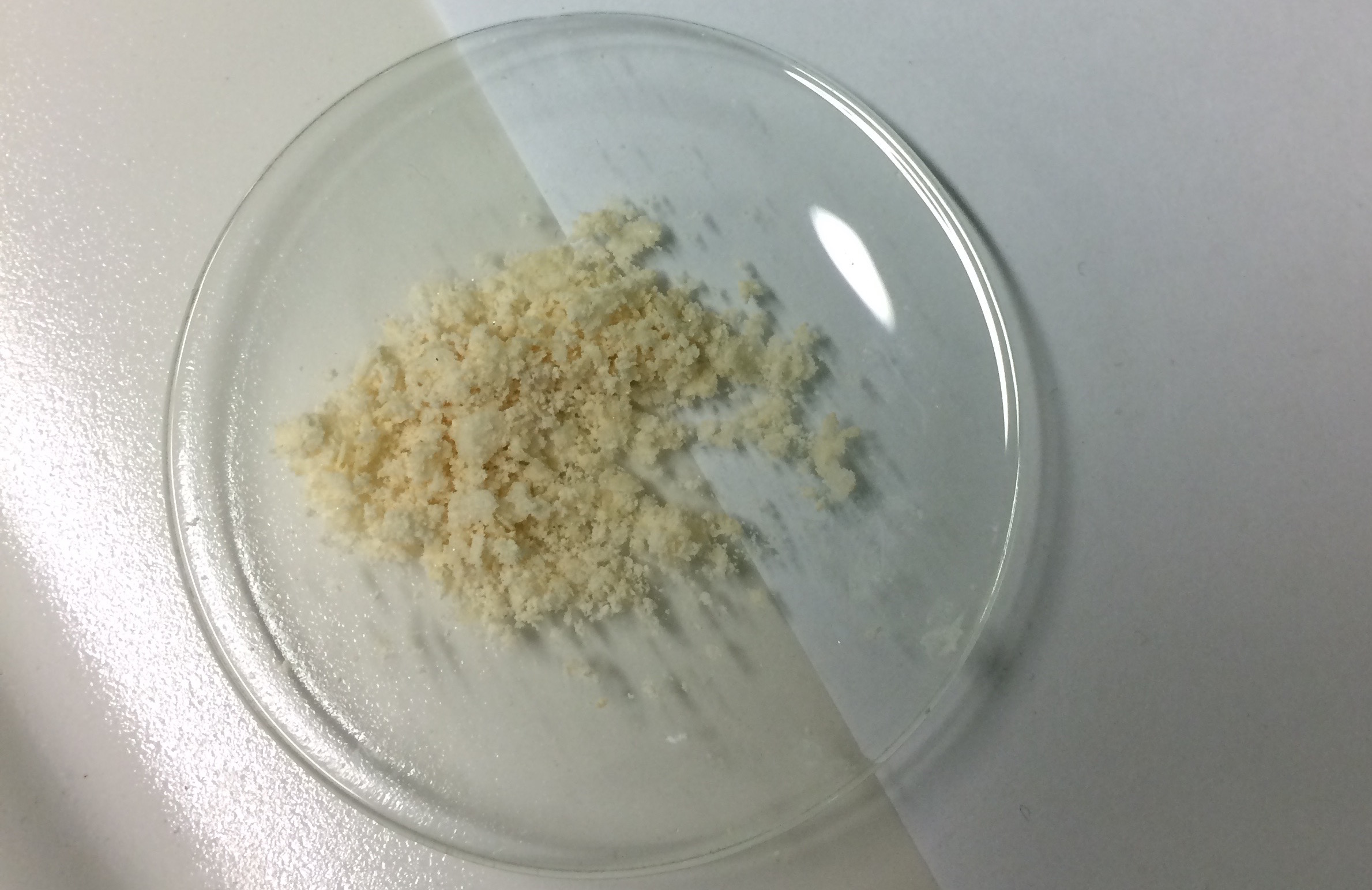
4-Bromanilin